# Tondo (singolo)
Tondo è un singolo del cantautore italiano Luigi Strangis, pubblicato il 21 febbraio 2022 come quarto estratto dall'EP Strangis.

## Descrizione
Il brano, scritto da Enrico Nigiotti, è prodotto da Francesco Catitti, in arte Katoo.

## Brano musicale
Il brano musicale è stato pubblicato in concomitanza all'uscita del singolo attraverso il canale YouTube del cantautore.

## Promozione
Il singolo è stato presentato in anteprima durante la partecipazione del cantautore alla ventunesima edizione del talent show Amici di Maria De Filippi.

## Tracce
Testi di Enrico Nigiotti, musiche di Francesco Catitti.
1. Tondo – 3:10